# Santa Cruz de Salinas
Santa Cruz de Salinas is een gemeente in de Braziliaanse deelstaat Minas Gerais. De gemeente telt 5.466 inwoners (schatting 2009).

## Aangrenzende gemeenten
De gemeente grenst aan Águas Vermelhas, Cachoeira de Pajeú, Curral de Dentro, Comercinho, Medina, Salinas en Taiobeiras.